# Liste der Beiträge für den besten fremdsprachigen Film für die Oscarverleihung 1964
Die folgenden 14 Filme, alle aus verschiedenen Ländern, waren Vorschläge in der Kategorie Bester fremdsprachiger Film für die Oscarverleihung 1964. Die hervorgehobenen Titel waren die fünf letztendlich nominierten Filme, welche aus den Ländern Griechen, Italien, Japan, Polen und Spanien stammen. Der Oscar ging an Federico Fellinis Klassiker 8½, welcher der italienische Filmbeitrag war.
Zum ersten Mal wurden Vorschläge aus Polen und der Sowjetunion eingereicht.

## Beiträge
| Land         | Deutscher Verleihtitel        | Sprache(n)     | Originaltitel                                  | Regisseur(e)                   | Ergebnis        |
| ------------ | ----------------------------- | -------------- | ---------------------------------------------- | ------------------------------ | --------------- |
| Frankreich   | Das Irrlicht                  | Französisch    | Le Feu Follet                                  | Louis Malle                    | Nicht nominiert |
| Griechenland | Die roten Laternen            | Griechisch     | Τα κόκκινα φανάρια (Ta kokkina fanaria)        | Vasilis Georgiadis             | Nominiert       |
| Hongkong     | Liang Shan Bo yu Zhu Ying Tai | Mandarin       | 梁山伯与祝英台 (Liang Shan Bo yu Zhu Ying Tai) | Li Han-Hsiang                  | Nicht nominiert |
| Indien       | Mahanagar (Die große Stadt)   | Bengalisch     | মহানগর (Mahanagar)                              | Satyajit Ray                   | Nicht nominiert |
| Italien      | 8½                            | Italienisch    | 8½                                             | Federico Fellini               | Gewonnen        |
| Japan        | Koto                          | Japanisch      | 古都 (Koto)                                    | Noboru Nakamura                | Nominiert       |
| Jugoslawien  | Kozara                        | Serbokroatisch | Козара (Kozara)                                | Veljko Bulajić                 | Nicht nominiert |
| Mexiko       | El hombre de papel            | Spanisch       | El hombre de papel                             | Ismael Rodríguez               | Nicht nominiert |
| Niederlande  | Wie zwei Tropfen Wasser       | Niederländisch | Als twee druppels water                        | Fons Rademakers                | Nicht nominiert |
| Pakistan     | Ghunghat                      | Urdu           | Ghunghat                                       | Khawaja Khurshid Anwar         | Nicht nominiert |
| Polen        | Das Messer im Wasser          | Polnisch       | Nóz w wodzie                                   | Roman Polański                 | Nominiert       |
| Schweden     | Das Schweigen                 | Schwedisch     | Tystnaden                                      | Ingmar Bergman                 | Nicht nominiert |
| Sowjetunion  | Iwans Kindheit                | Russisch       | Иваново детство (Iwanowo detstwo)              | Andrei Arsenjewitsch Tarkowski | Nicht nominiert |
| Spanien      | Los Tarantos                  | Spanisch       | Los Tarantos                                   | Francisco Rovira Beleta        | Nominiert       |